# Andrea Corner (diplomatico)
Andrea Corner (Venezia, 19 marzo 1686 – Castelfranco, 18 luglio 1730) è stato un politico e diplomatico italiano.

## Biografia

### Origini e primi incarichi
Nacque da Francesco di Nicolò e da Lucrezia di Daniele Dolfin. La famiglia Corner del ramo "di San Maurizio" (detto altrimenti "della Ca' Granda" dal nome dell'imponente residenza) era una delle più importanti del patriziato veneziano, sia per le cospicue ricchezze, sia per le personalità illustri (si pensi che il nonno, il padre e il fratello di Andrea ricoprirono tutti la carica di procuratore di San Marco).
Nel 1711 fu eletto capitano di Vicenza, un incarico di grande responsabilità nonostante fosse giovanissimo (aveva appena l'età minima per accedere alle magistrature). Ma, come altri quindici nominati dopo di lui, rinunciò alla carica che rimase vacante sino all'ottobre del 1713; è una vicenda esemplare che mostra come i giovani patrizi del Settecento veneziano preferissero iniziare il loro cursus honorum nelle più comode magistrature cittadine, lasciando ad altri i gravosi reggimenti di terraferma.
Così fu camerlengo di Comun (1715-1716), savio agli Ordini (1715-1716), savio di Terraferma (1716-1719). Al contempo fu avvocato per le Corti (1717), provveditore ai Beni inculti (1717-1719), provveditore al Cottimo di Alessandria (1718 1719), revisore e regolatore dei dazi (1719) e, inoltre, rifiutò le podesterie di Brescia e di Padova (1717).

### Ambasciatore a Roma
Il 6 settembre 1719 ebbe il suo primo incarico diplomatico come ambasciatore presso la Santa Sede. Arrivò a Roma nell'aprile successivo.
Erano gli ultimi anni del pontificato di Clemente XI e i primi di Innocenzo XIII, un periodo non facile per i vertici della Chiesa che mostravano un'azione politica poco efficace nello scacchiere internazionale, soprattutto nei confronti del Regno di Spagna. I dispacci del Corner descrivono accuratamente questa situazione, aggiungendo amaramente come la Serenissima non riuscisse più ad avere un ruolo incisivo nel Papato in quanto i Veneziani che intendevano fare carriera alla corte pontificia dovevano servilmente affidarsi a un protettore straniero, con grande imbarazzo dello stesso ambasciatore.
D'altro canto, la missione diede risultati positivi perché grazie alla sua intercessione riuscì alla nomina a cardinale di Gianfrancesco Barbarigo, soverchiando le pressioni delle potenze straniere su Clemente XI. Con Innocenzo XIII sollecitò con successo il finanziamento delle fortificazioni di Corfù e ottenne condizioni favorevoli sulle esportazioni di cereali dallo Stato della Chiesa; inoltre, si oppose vivamente al progetto di deviare le acque del Reno nel Po, sebbene soffrisse la mancanza di un appoggio alle pressioni veneziane in questo senso.
Tornato in laguna nell'estate del 1723, fu premiato con il titolo di cavaliere di San Marco e riprese la carriera politica prima come savio di Terraferma, quindi come savio del Consiglio e nel frattempo come cassiere del Collegio.

### Ambasciatore a Vienna
Nel settembre del 1724, grazie alla rinuncia di Francesco Grimani, fu nominato ambasciatore a Vienna, incarico che svolse dal giugno 1725 al maggio 1728. La corte austriaca e l'Europa intera stava attraversando un momento di grave tensione, con l'Impero, la Spagna e la Russia che si opponevano a Gran Bretagna e alla Francia. Il Corner si ritrovò ad essere uno spettatore diretto degli eventi, di cui diede efficaci resoconti.
Dal canto suo la Repubblica manteneva un atteggiamento di prudente vicinanza a Carlo VI, in modo da assicurarsi il suo appoggio in caso di un'invasione ottomana sul fronte orientale (evenienza alquanto improbabile visto che i Turchi erano impegnati nella guerra contro l'impero Persiano). Ciononostante, lungo tutti i confini con i domini asburgici continuavano a verificarsi incidenti con le truppe dei vicini; l'episodio più grave accadde proprio all'inizio della missione del Corner quando gli abitanti di Ostiglia (parte del ducato di Mantova, controllato dall'Austria), intesi ad irrigare le loro risaie sfruttando il fiume Tartaro, con il consenso del loro governatore e l'appoggio di truppe regolari avevano invaso le Valli Grandi Veronesi, danneggiando le opere idrauliche che deviavano le acque sulle colture venete.
L'attività del Corner fu quindi molto impegnativa e dopo ogni episodio del genere doveva intavolare delle estenuanti trattative con la corte viennese. I risultati furono molto scarsi (talvolta registrarono addirittura l'ironia degli austriaci), dimostrando come la Serenissima non avesse più alcuna incisività sul piano internazionale.

### Gli ultimi anni
Tornato a Venezia, subito dopo fu inviato con Pietro Cappello a Trieste per omaggiare Carlo VI che vi si recava in visita. Visto il tenore della missione, per altro brevissima (10-13 settembre), i dispacci dei due si dilungarono sulla sontuosità della cerimonia e soprattutto sul fallimento dei progetti asburgici di trasformare la città in un grande porto commerciale che certamente non avrebbe minato gli interessi veneziani.
Ancora per due savio del Consiglio, il 12 giugno del 1729 fu eletto bailo a Costantinopoli ma il 24 luglio il Maggior Consiglio, riconoscendo la sua precaria salute e gli impegnativi incarichi già svolti, lo esonerò. Nel 1730 divenne deputato alla Provvision del danaro pubblico.
Morì a Castelfranco nella villa di famiglia.